# Kroatiens flagga
Kroatiens flagga är en trikolor som består av tre lika stora, horisontella ränder i rött, vitt och blått. I mitten finns Kroatiens statsvapen. Flaggan har använts i varierande former sedan 1848 men antogs i sin nuvarande form den 21 december 1990. Nationsflaggans proportioner är 1:2, till skillnad från stats- och handelsflaggan som har proportionerna 2:3.

## Symbolik
De tre färgerna är dels traditionella panslaviska färger, dels representerar rött det forna Rödkroatien, vitt det forna Vitkroatien och blått Slavonien.

## Färger
Följande färger är specificerade för användning i flaggan:
| Schema  | Röd         | Vit               | Cyan           | Blå           | Gul        | Svart           |
| ------- | ----------- | ----------------- | -------------- | ------------- | ---------- | --------------- |
| Pantone | 186 C       | transparent white | Process Cyan C | Reflex Blue C | 108 C      | Process Black C |
| CMYK    | 0-100-100-0 | 0-0-0-0           | 100-0-0-0      | 100-82-0-2    | 0-6-95-0   | 0-0-0-100       |
| RGB     | 255-0-0     | 255-255-255       | 0-147-221      | 23-23-150     | 247-219-23 | 0-0-0           |

## Historia
Trikoloren härstammar från den flagga som Kungariket Kroatien, då en administrativ enhet av Kejsardömet Österrike, anammade 1848 i samband med installationen av ban Josip Jelačić. Den då nya flaggans färger togs från de bikolorer som använts av kroaterna i Kungariket Kroatien, Kungariket Slavonien och Kungariket Dalmatien. Den hade ett statsvapen bestående av tre vapensköldar som representerade de tre kungadömena. Inom Habsburgska riket tilläts kronländerna inte att ha flaggor men däremot vapensköldar. Den 10 september 1852 förbjöds den kroatiska trikoloren formellt av de österrikiska myndigheterna men återinfördes igen 1860. Trikoloren användes sedan av Kungariket Kroatien och Slavonien, dock med ett nytt statsvapen, fram till 1918.
Efter första världskrigets slut 1918, då Österrike-Ungerns upplöstes, skapades Sloveners, kroaters och serbers stat vars flagga var en kopia av den kroatiska trikoloren men utan statsvapen. Efter att Sloveners, kroaters och serbers stat uppgått i det nyskapade Serbernas, kroaternas och slovenernas kungarike användes flaggan till en början av kroaterna. Rikets officiella flagga var en liknande flagga fast med omvända färger och statsvapen. I samband med införandet av kunglig diktatur förbjöds den kroatiska trikoloren. I samband med grundandet av Banatet Kroatien återinfördes flaggan som en symbol för denna administrativa enhet inom Kungariket Jugoslavien. 
Den kroatiska trikoloren användes under andra världskriget av den Oberoende staten Kroatien. Flaggan hade även en version av kroaternas traditionella nationalsymbol, ett schackrutigt statsvapen. I den Socialistiska republiken Kroatien, som var en del av det socialistiska Jugoslavien, användes den kroatiska trikoloren åter. Kroaternas traditionella statsvapen ersattes dock med en röd, femuddig stjärna med guldrand. 
I samband med att Kroatien blev självständigt ersattes stjärnan i maj 1990 med Kroatiens statsvapen och flaggan fick officiellt sin nuvarande skepnad den 21 december samma år.

## Länens flaggor
Var och en av Kroatiens 21 län har en egen flagga.

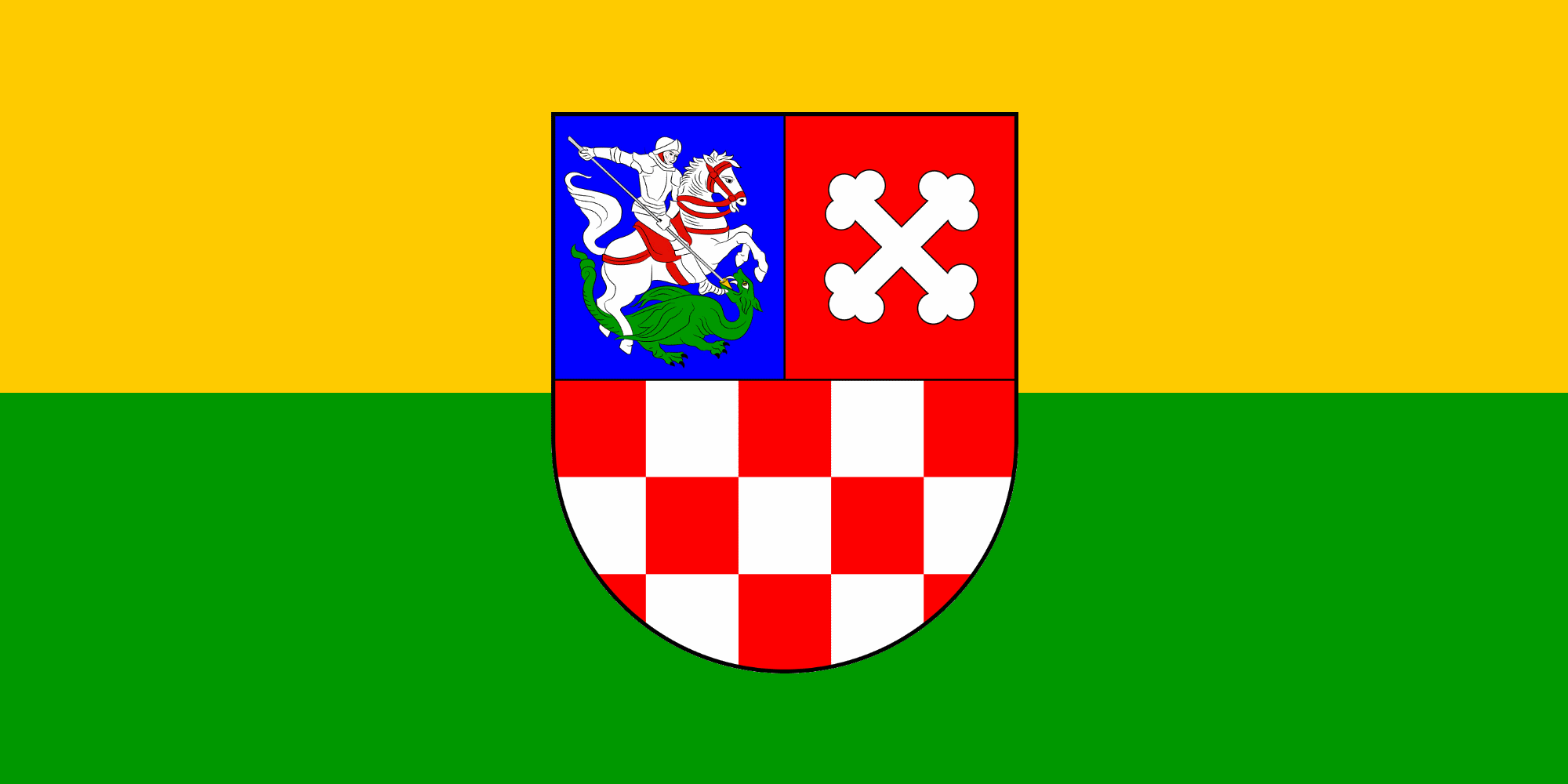
Bjelovar-Bilogoras län
Brod-Posavinas län
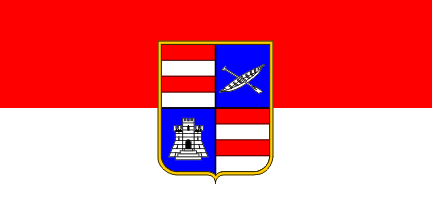
Dubrovnik-Neretvas län
Istriens län
Karlovacs län
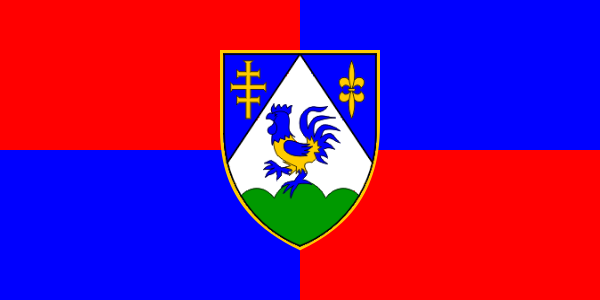
Koprivnica-Križevcis län
Krapina-Zagorjes län
Lika-Senjs län
Međimurjes län
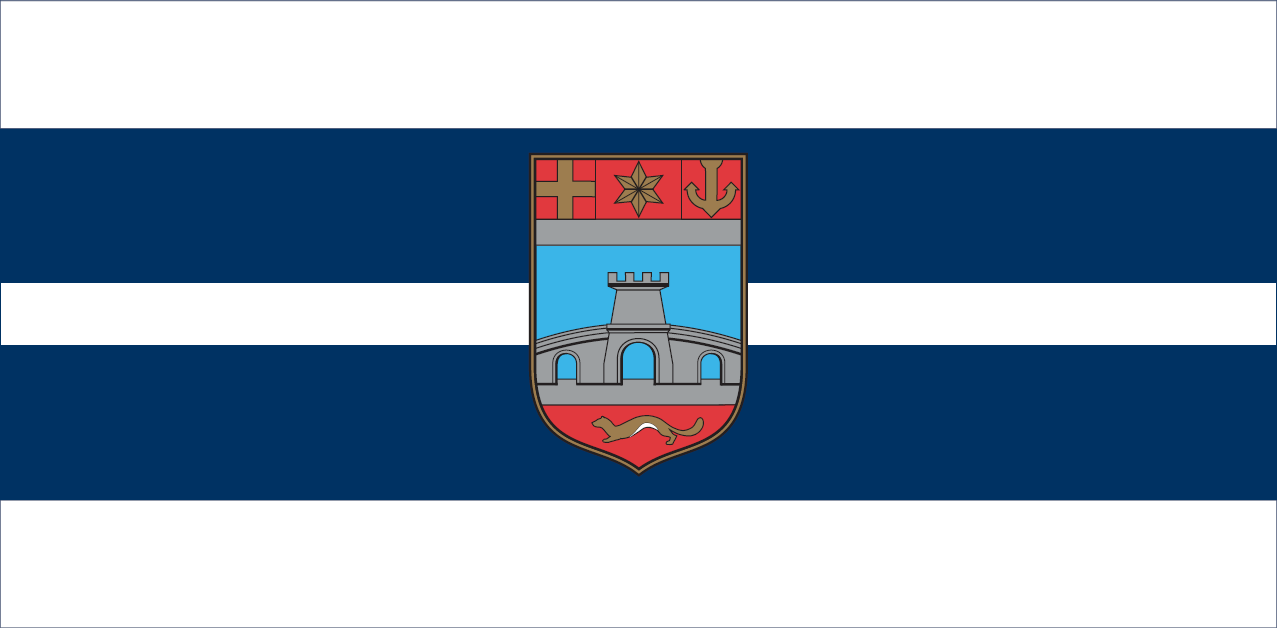
Osijek-Baranjas län
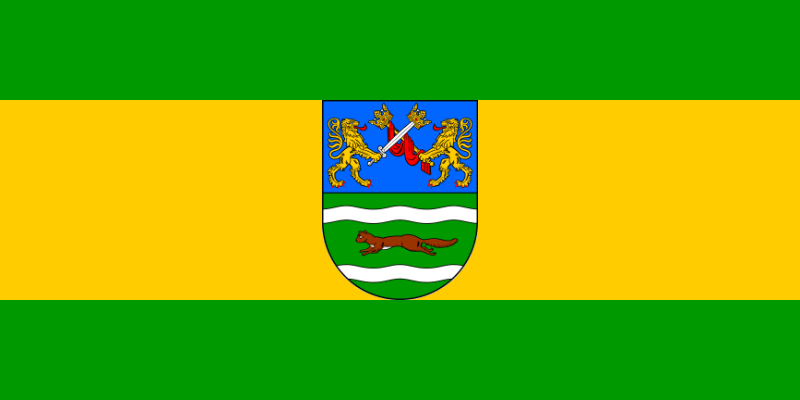
Požega-Slavoniens län
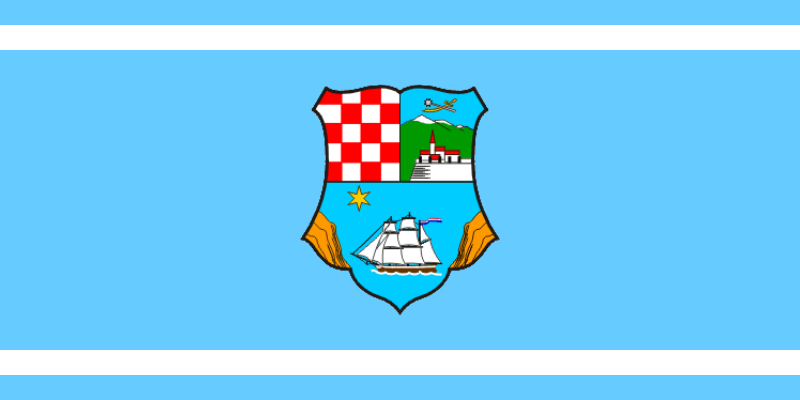
Primorje-Gorski kotars län
Šibenik-Knins län
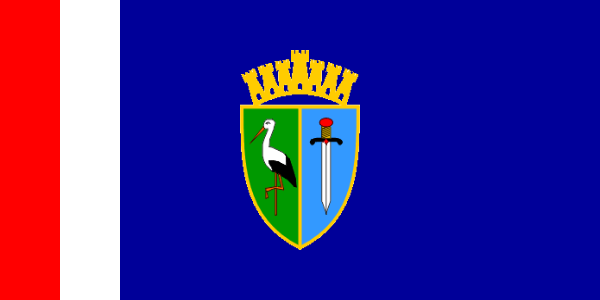
Sisak-Moslavinas län
Split-Dalmatiens län
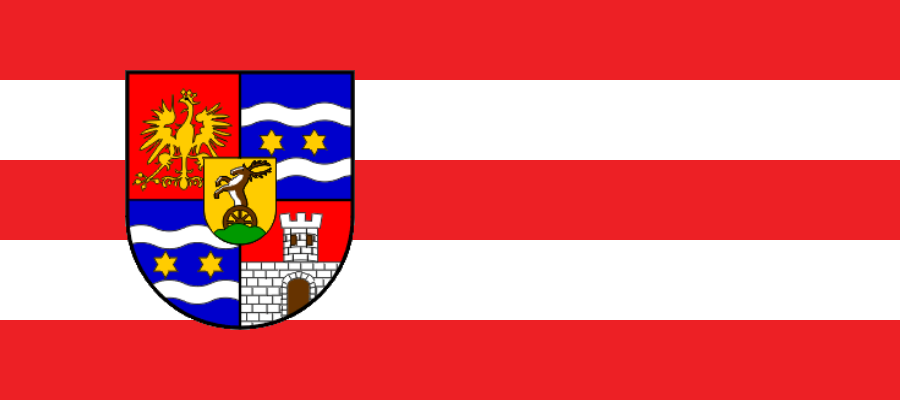
Varaždins län
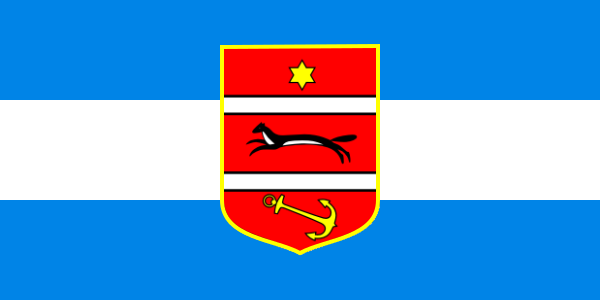
Virovitica-Podravinas län
Vukovar-Srijems län
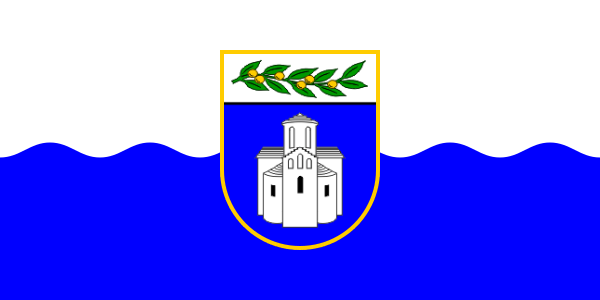
Zadars län
Zagrebs län
Zagrebs stad